# Igor Vasilev
Igor Vladimirovich Vasilev (em russo:  Игорь Владимирович Васильев; Volgogrado, 1 de abril de 1964 – 26 de maio de 2023) foi um handebolista russo, campeão olímpico.
Igor Vasilev ele jogou sete jogos e marcou 2 gols na campanha olímpica.

## Morte
Vasilev morreu no dia 26 de maio de 2023, aos 59 anos.